# Adresnaam
Een adresnaam of woonplaatsnaam is in de antroponymie een achternaam die aangeeft waar iemand woont.  Het grote verschil met een herkomstnaam is dat een herkomstnaam ten tijde van het ontstaan van de naam een voormalige woonplaats aanduidde en een adresnaam een huidige woonplaats. Kenmerkend voor deze groep namen is de aanwezigheid van een topografische referentie, bijvoorbeeld een veld, bos, of een waterloop. Ook boerderijnamen (Bronsvoort, Nooitgedagt), waaronder Oost-Nederlandse boerderijnamen op -ing of ink (Aalderink, Bruggink), namen van huizen en herbergen (Bontekoe, Fortuin, Hardebol) en scheepsnamen vallen in de groep adresnamen.
Samen met de beroepsnaam en het patroniem beslaat de adresnaam het grootste deel van alle Nederlandse achternamen. De meest voorkomende adresnaam is Van den Berg, met 57.440 naamdragers in Nederland.
familienaam · voornaam · antroponymie